# Marybeth Sant-Price
Marybeth Sant-Price (ur. 6 kwietnia 1995 w Highlands Ranch) – amerykańska lekkoatletka, sprinterka, medalistka halowych mistrzostw świata w 2022.

## Osiągnięcia sportowe
Studiowała na University of Oregon.
Zdobyła brązowy medal w biegu na 60 metrów na halowych mistrzostwach świata w 2022 w Belgradzie, przegrywając jedynie z Mujingą Kambundji ze Szwajcarii i swą koleżanką z reprezentacji Stanów Zjednoczonych Mikiah Brisco, a wyprzedzając Ewę Swobodę, która uzyskała taki sam czas (7,04 s).

## Rekordy życiowe
Rekordy życiowe Sant-Price:
- bieg na 60 metrów (hala) – 7,04 s (11 lutego 2022, Fayetteville)
- bieg na 100 metrów – 11,08 s (13 czerwca 2021, Colorado Springs)
- bieg na 200 metrów – 23,46 s (11 maja 2019, Clovis)
- bieg na 200 metrów (hala) – 23,47 s (22 lutego 2019, Albuquerque)